# Varel
Varel è una città di 23 957 abitanti, della Bassa Sassonia, in Germania.

È il centro maggiore, ma non il capoluogo, del circondario (Landkreis) della Frisia (targa FRI).
Varel si fregia del titolo di "Comune indipendente" (Selbständige Gemeinde).
Nel suo territorio si trova lo sbocco del fiume Jade nel Mare del Nord.

## Storia
Nel 1438 è costituita la signoria di Varel e Kniphausen sotto la sovranità dei conti di Oldenburgo. Nel 1651 la signoria è riconosciuta libera in perpetuo per i baroni von Aldenburg, ramo cadetto dei conti di Oldenburg-Holstein, che erano divenuti nobili dell'impero nel 1648.
Il libero feudo signorile è costituito dai due borghi di Kniphausen e Varel, da tre villaggi ed un castello con circa 3.000 abitanti. Il suo territorio è distinto in due parti sulla costa del mare del Nord per un totale di circa 28 chilometri quadrati.
Riconosciuta dall'imperatore signoria indipendente e sovrana nel 1667 rimane sotto la protezione della Danimarca e della Scozia, da cui ricava il cantone della sua bandiera dal 1695 al 1702.
Il barone Antonio Günther von Aldenburg (1653-1680) diviene conte dell'impero nel 1653. A lui succede il figlio Antonio II (1681-1738). La figlia Carlotta Sofia (1738-1800) è l'unica erede sovrana e nel 1733 si unisce in matrimonio con William Bentinck (1704-74), figlio cadetto del duca di Portland. Ma la crisi matrimoniale porta ad un lungo contenzioso che vede la contessa impegnata a tutelare l'integrità della signoria a difesa del figlio minore. Antonio III Cristiano Federico Bentinck (1743-1798) succede alla madre nel 1774 e si vede riconosciuti tutti i titoli e le prerogative sovrane in virtù del trattato stipulato nel 1767 con l'Oldenburgo.
Suo figlio Guglielmo II Gustavo Federico regna sullo staterello fino al 1807, quando la signoria è annessa dal nuovo regno d'Olanda. Tuttavia a seguito di ripetute proteste del conte Guglielmo III Gustavo (1818-1835) la sovranità è nuovamente riconosciuta con l'indipendenza della signoria proclamata l'8 giugno 1825, entrando così a far parte come 40º stato della Confederazione Germanica.
Tuttavia, il 7 agosto 1845 la signoria è mediatizzata sotto il conte Guglielmo IV Federico Cristiano (1835-1845) ed annessa all'Oldenburgo e la famiglia si estingue in linea diretta nel 1855.

## Suddivisione amministrativa[2]
Varel si divide in 22 zone, corrispondenti all'area urbana e a 21 frazioni (Ortsteil):
- Varel (area urbana)
- Altjührden
- Borgstede
- Büppel
- Dangast
- Dangastermoor
- Grünenkamp
- Hohelucht
- Hohenberge
- Jeringhave
- Jethausen
- Langendamm
- Moorhausen
- Neudorf
- Neuenwege
- Obenstrohe
- Rallenbüschen
- Rosenberg
- Seghorn
- Streek
- Winkelsheide